# Trichotanypus fasciatus
Trichotanypus fasciatus är en tvåvingeart som först beskrevs av Müller 1924.  Trichotanypus fasciatus ingår i släktet Trichotanypus och familjen fjädermyggor.
Artens utbredningsområde är Belgien. Inga underarter finns listade i Catalogue of Life.